# Аногенітальна відстань

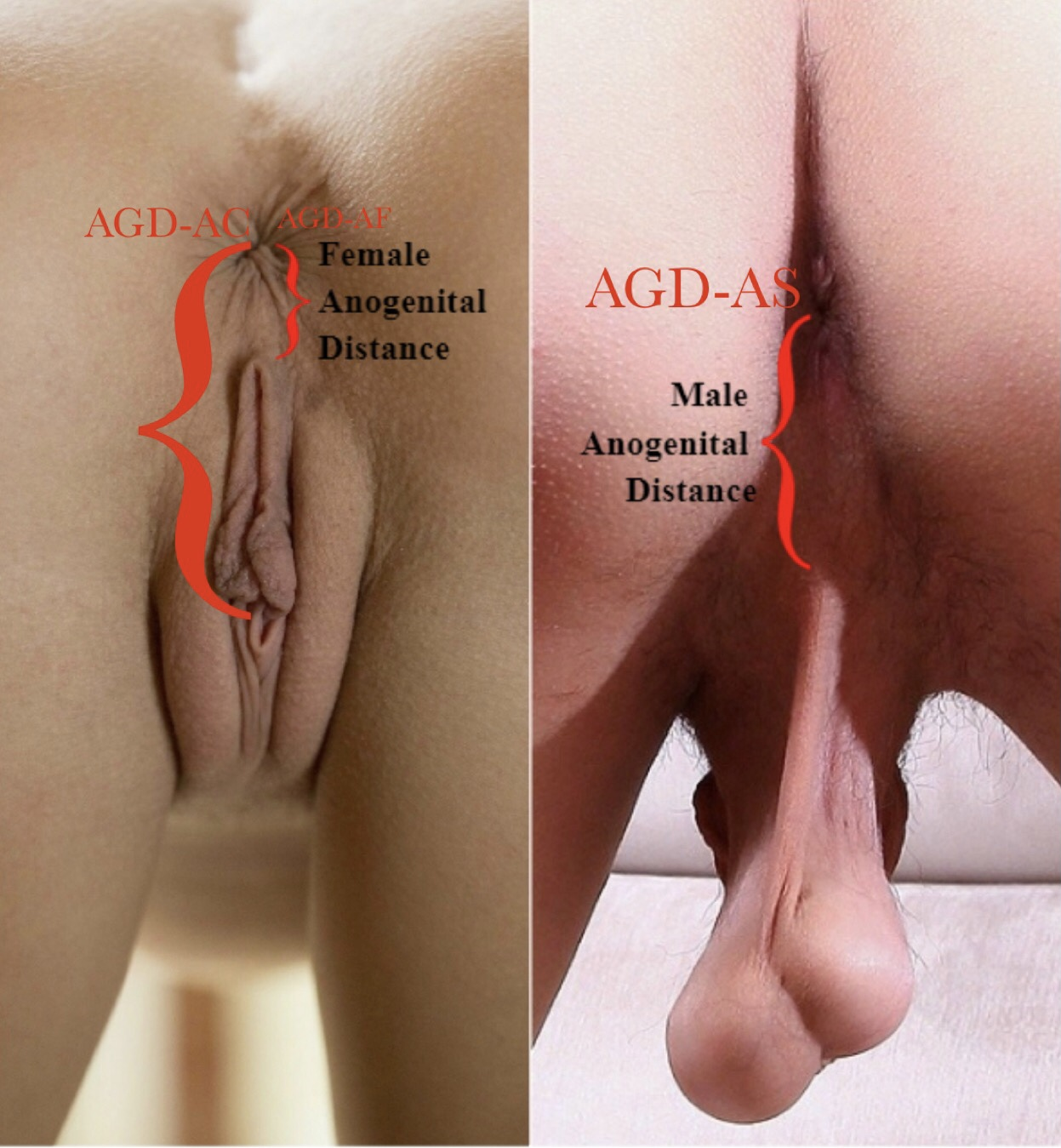
Аногенітальна відстань людей: жінки (ліворуч) і чоловіка (праворуч)

Аногеніта́льна ві́дстань (АГВ, англ. AGD, anogenital distance) — відстань від середини ануса до статевих органів, а саме нижньої частини вульви, голівки клітора або нижньої частини мошонки, початку пеніса. Вона вважається медично значущою з ряду причин як для людей, так і для інших тварин, включаючи визначення статі та як маркер впливу ендокринних руйнівників. Регулюється дигідротестостероном, який може бути порушений фталатами, поширеними в пластмасі.
Аногенітальний індекс (АГІ, англ. AGI, anogenital index) — індекс, який використовується для порівняння АГВ відносно моделі на основі маси тіла. Він обчислюється за формулою:
{\displaystyle I={\frac {l}{m}}}
де:
- l — аногенітальна відстань в міліметрах,
- m — маса тіла в кілограмах, і вимірюється в мм/кг.[3]

## Вимірювання
АГВ зазвичай вимірюється таким чином: від центру ануса до задньої конвергенції вуздечки статевих губ (де починається вагінальна вестибула) у жінок (АГВ-ВВ, англ. AGD-AF, anogenital distance-anus to fourchette); і від центру відхідника до з'єднання гладкої шкіри промежини зі складчастою шкірою мошонки у чоловіків (АГВ-ВМ, англ. AGD-AS, anogenital distance-anus to scrotum). Альтернативне вимірювання, АГВ-ВК (англ. AGD-AC, anogenital distance-anus to [glans] clitoris), яке визначається лише у жінок, вимірюється від центру ануса до голівки клітора, а інше альтернативне вимірювання, АГВ-ВЧ (англ. AGD-AP, anogenital distance-anus to penis), яке визначається лише в чоловіків, вимірюється від центру відхідника до початку пеніса.

## У людей
Ранні дослідження показали, що людська промежина у чоловіків була вдвічі довшою, ніж у жінок, але згодом було встановлено, що у жінок вона становить три чверті від відстані у чоловіків, хоча у чоловіків варіативність більша. Вимірювання аногенітальної відстані у новонароджених людей було запропоновано як неінвазивний метод визначення чоловічої фемінізації та жіночої вірилізації та, таким чином, прогнозування неонатальних та дорослих репродуктивних розладів.
Дослідження Свон та інших визначило, що АГВ пов'язана із фертильністю чоловіків і розміром пеніса. Чоловіки з малою АГВ (нижче середнього близько 52 мм (2 ″)) мають у сім разів більше шансів на зниження фертильності, ніж ті, у кого АГВ більша. Це пов'язано як і з об'ємом сперми, так, і з кількістю сперматозоїдів. АГВ, що є нижчою за середню, також підвищує ймовірність неопущення яєчок, зниження кількості сперматозоїдів і пухлин яєчок у дорослому віці. Немовлята з високим загальним впливом фталатів мали в 90 разів більшу ймовірність мати малу АГВ, попри те, що не кожен із 9 типів перевірених фталатів корелював із коротшою АГВ.
Свон та інші повідомляють, що рівні фталатів, пов'язані зі значним зниженням АГВ, виявлені приблизно в однієї чверті американців, перевірених Центрами з контролю та профілактики захворювань (CDC) на вміст фталатів в організмі.
Жінки, які мали високий рівень фталатів у сечі під час вагітності, народили синів, які мали в десять разів більшу ймовірність мати коротшу, ніж очікувалося, АГВ.
Дослідження 2018 року Баррет та інших виявили, що дівчатка, народжені жінками з синдромом полікістозних яєчників (СПКЯ), мали більшу АГВ, що свідчить про більший вплив тестостерону на плід, ніж на дівчаток, народжених жінками без СПКЯ.

### Стани
Гіпоспадія та крипторхізм — стани, які можуть виникнути у чоловіків із коротким АГВ. Інші проблеми у чоловіків включають ризик синдрому дисгенезії яєчок.

## В інших тварин

Аногенітальна відстань кобили

Були проведені численні дослідження впливу АГВ на тварин. У деяких тварин його регулярно вимірюють для визначення здоров'я.
Експерименти показали, що в дослідженнях на гризунах ця відстань скорочується, коли вагітна самка піддається впливу хімічних речовин, які є антиандрогенними, такими як дибутилфталат (DBP) або бензилбутилфталат (BBzP).
Дослідження на мишах показало, що бісфенол А в певних дозах підвищує АГВ у обох статей.
У 2017 році Ґобікрушант та інші досліджували взаємозв'язок між АГВ (відстань від центру ануса до основи піхви та клітора) та плідністю у корів породи канадська голштинська. Вони виявили, що у корів першого та другого паритету збільшення АГВ має зворотну кореляцію з успіхом вагітності після першого штучного запліднення. Ця кореляція не була виявлена у корів третього паритету+.